# Тульский котлован
Тульский котлован (Озеро грёз) — водоём в Кировском районе Новосибирска, расположенный с южной стороны издательства «Советская Сибирь». Появился в 1930-х годах. Глубина — 22 м.

## Расположение
С северной стороны от котлована находится подпорная стена полиграфического комбината «Советская Сибирь», с южной — река Тула, с запада от него расположен мотодром ДОСААФ, с востока — улица Сибиряков-Гвардейцев.

## История
В XIX веке на территории будущего Тульского котлована располагалась четырёхэтажная деревянная мельница, которая принадлежала деревне Вертково.
В 1930-х годах с развитием производственного строительства в этом месте началась разработка каменного карьера. Добываемый с помощью взрыва камень доставлялся на Гидропресс и другие предприятия по узкоколейной железной дороге. По воспоминаниям старожилов, для проведения взрывных работ каждый день с 12 до 14 часов транспортное движение через Тулу приостанавливали.
Карьер эксплуатировался до второй половины 1950-х годов, после чего был затоплен.
Другое название — Озеро грёз — досталось водоёму от имени частной организации, которая, по данным на 2009 год, арендовала котлован до 2020 года.

## Угрозы для жизни и здоровья

### Купание
Купание в Тульском котловане опасно по ряду причин. Угрозу для жизни человека представляют холодные ключи, способные вызвать у человека судороги; скалистое дно и уходящая на 18 м под воду скала с отрицательным уклоном, которая находится со стороны издательства и образует нависающий «козырьком» берег. Ныряние с этой скалы может закончиться летальным исходом. Небольшое мелководье, расположенное ближе к улице Сибиряков-Гвардейцев, также не подходит для купания из-за минимальной глубины в 3 м.

### Санитарное состояние воды
В статье газеты «Вечерний Новосибирск» за 2000 год главный санитарный врач Кировского района Юрий Бурков, рассказал, что его коллеги никогда не выявляли загрязнение водоёма отходами производства с типографии, но при этом обратил внимание на периодическое распространение в котловане холерного вибриона.

## Судомоделизм
В 2023 году водоём стал местом проведения 28-го Кубка России по судомоделизму, в состязаниях на озере приняли участие более 100 человек.

## Галерея

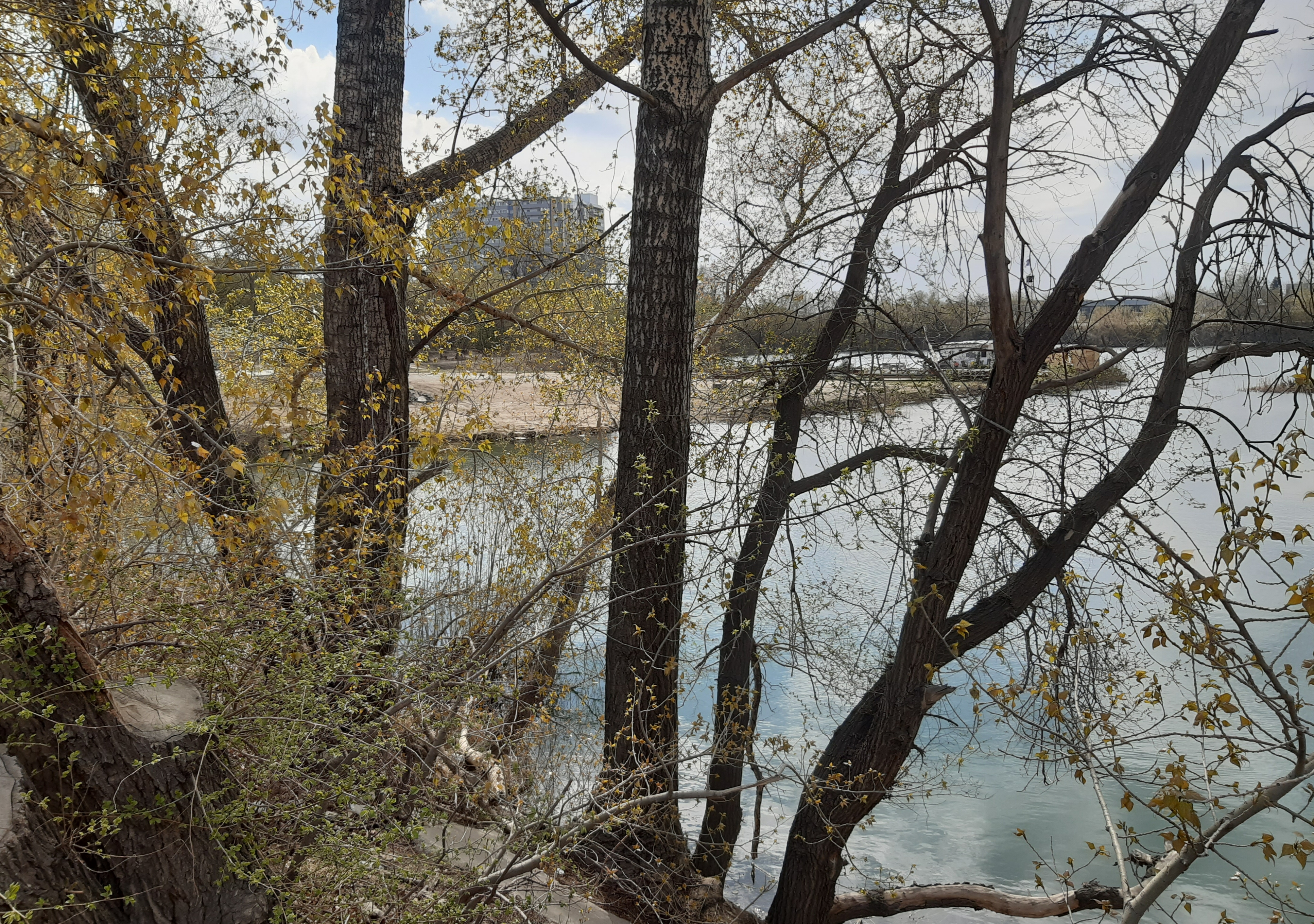
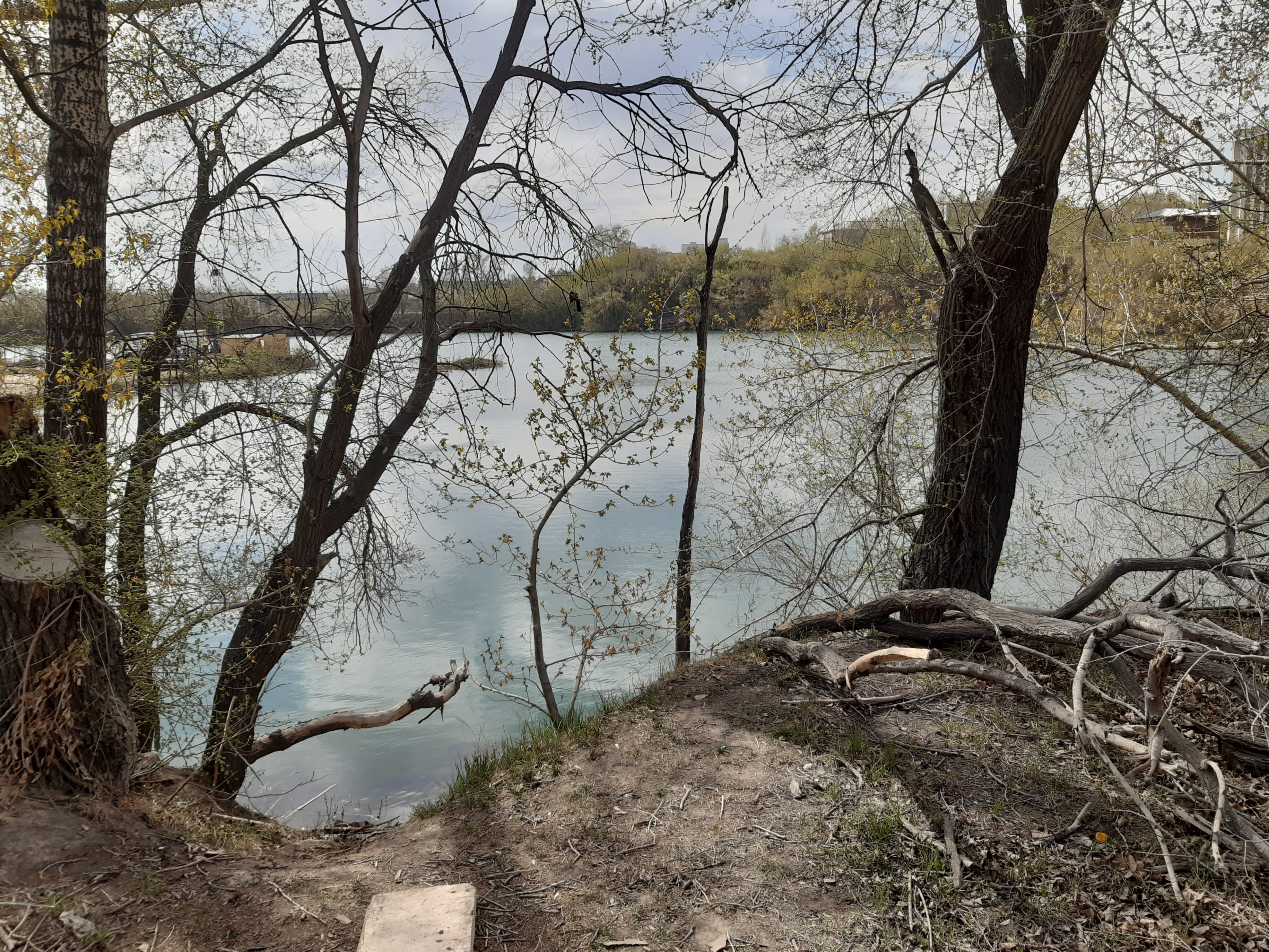
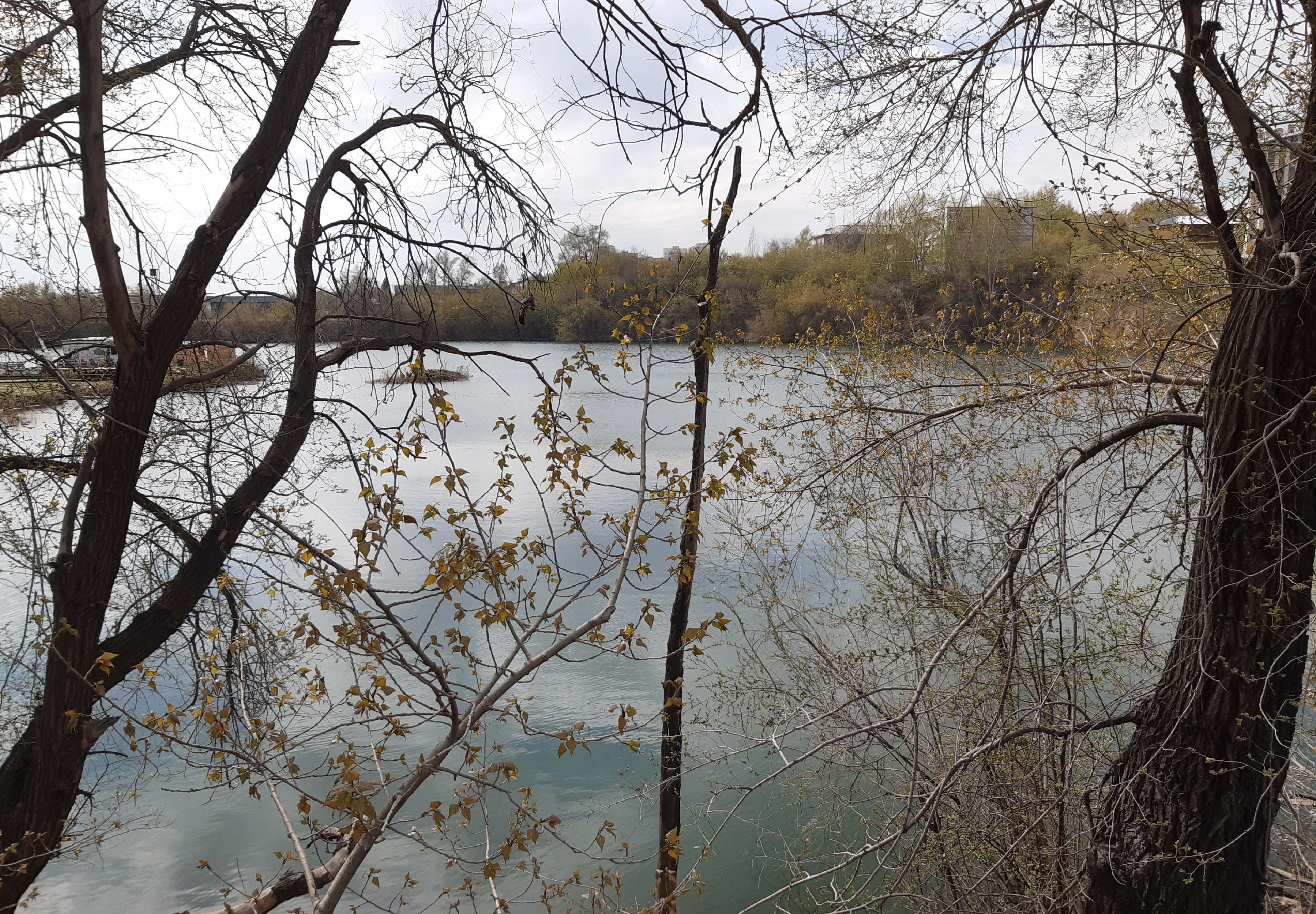
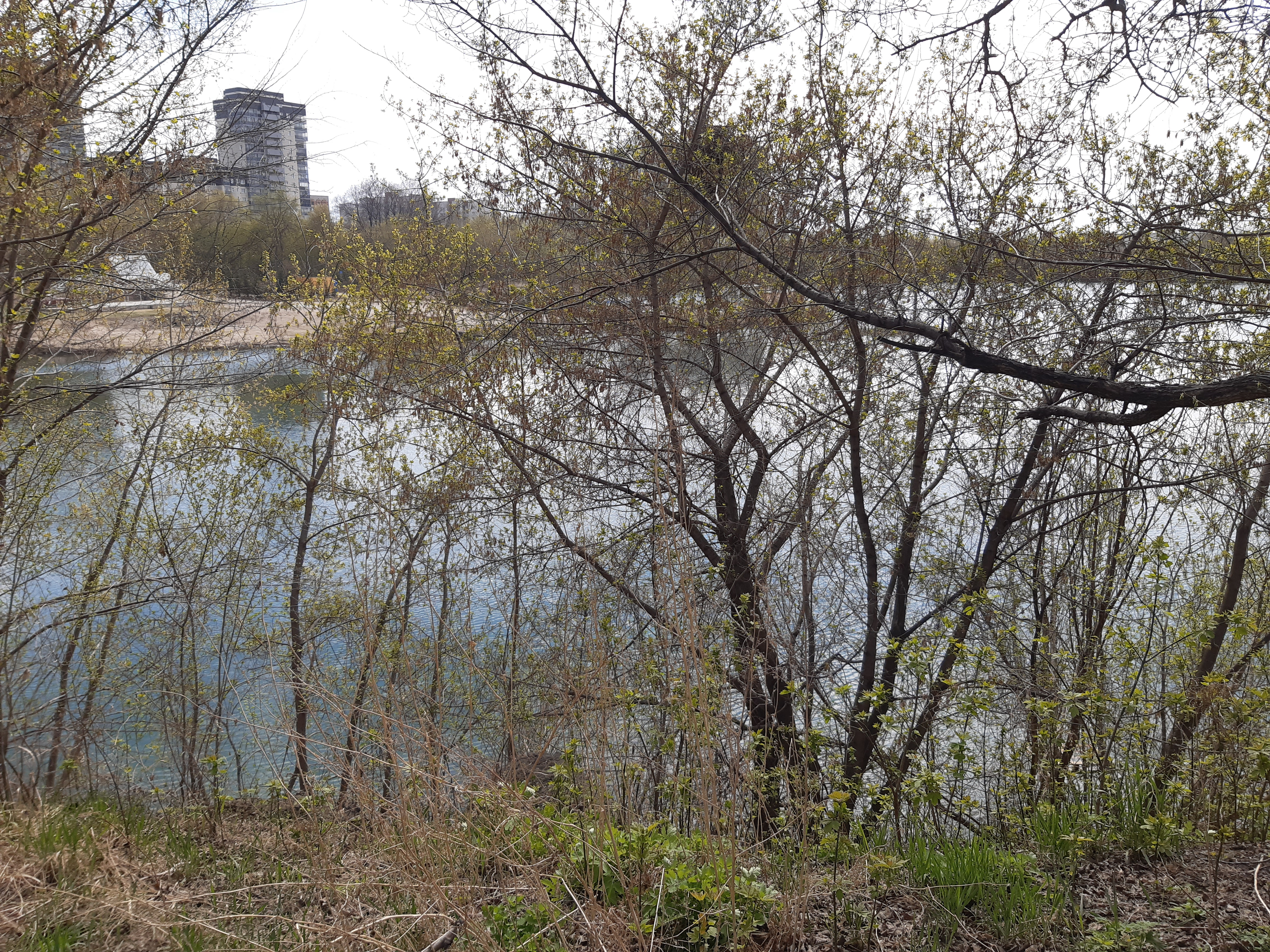
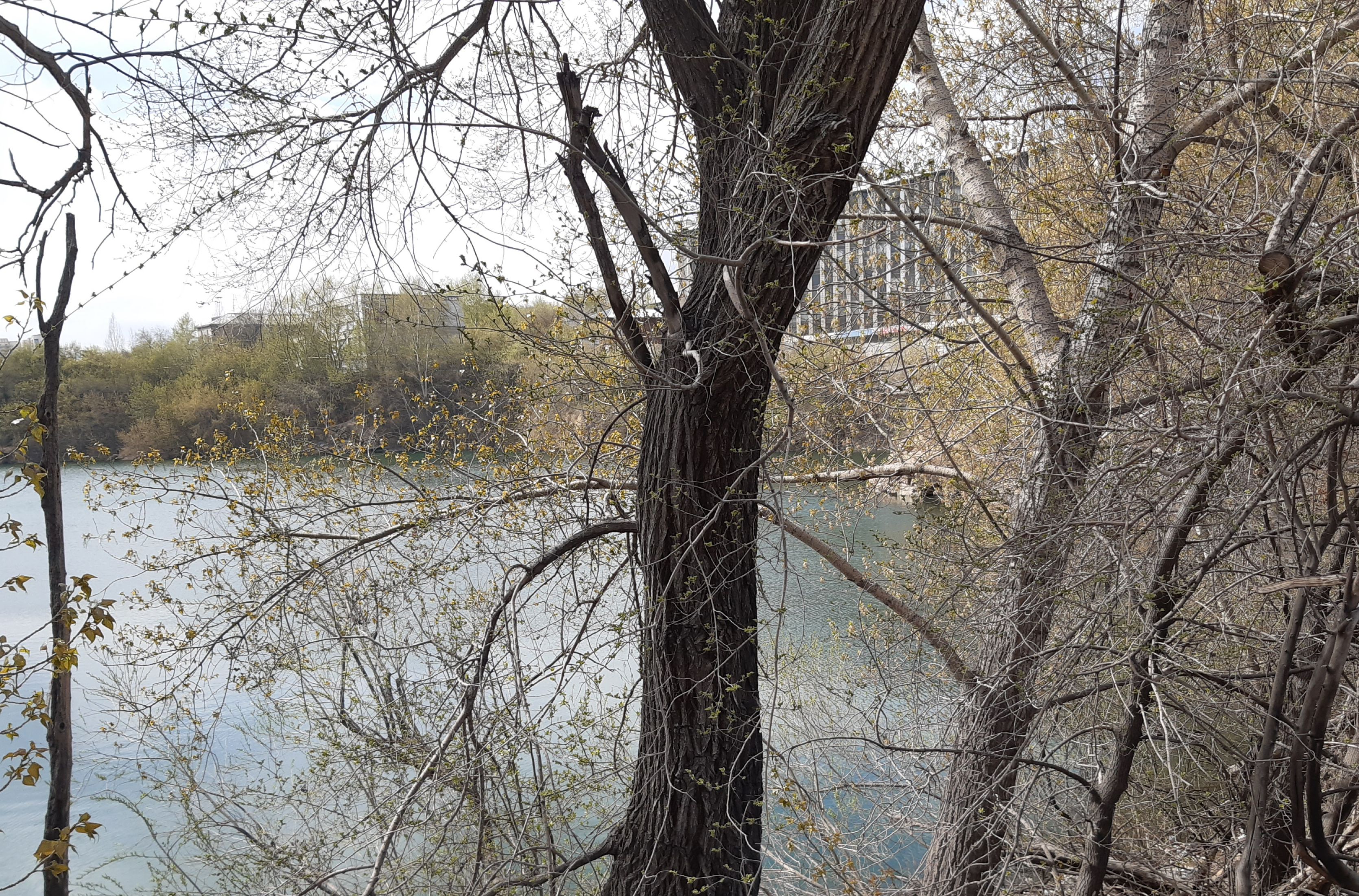